# Orlen

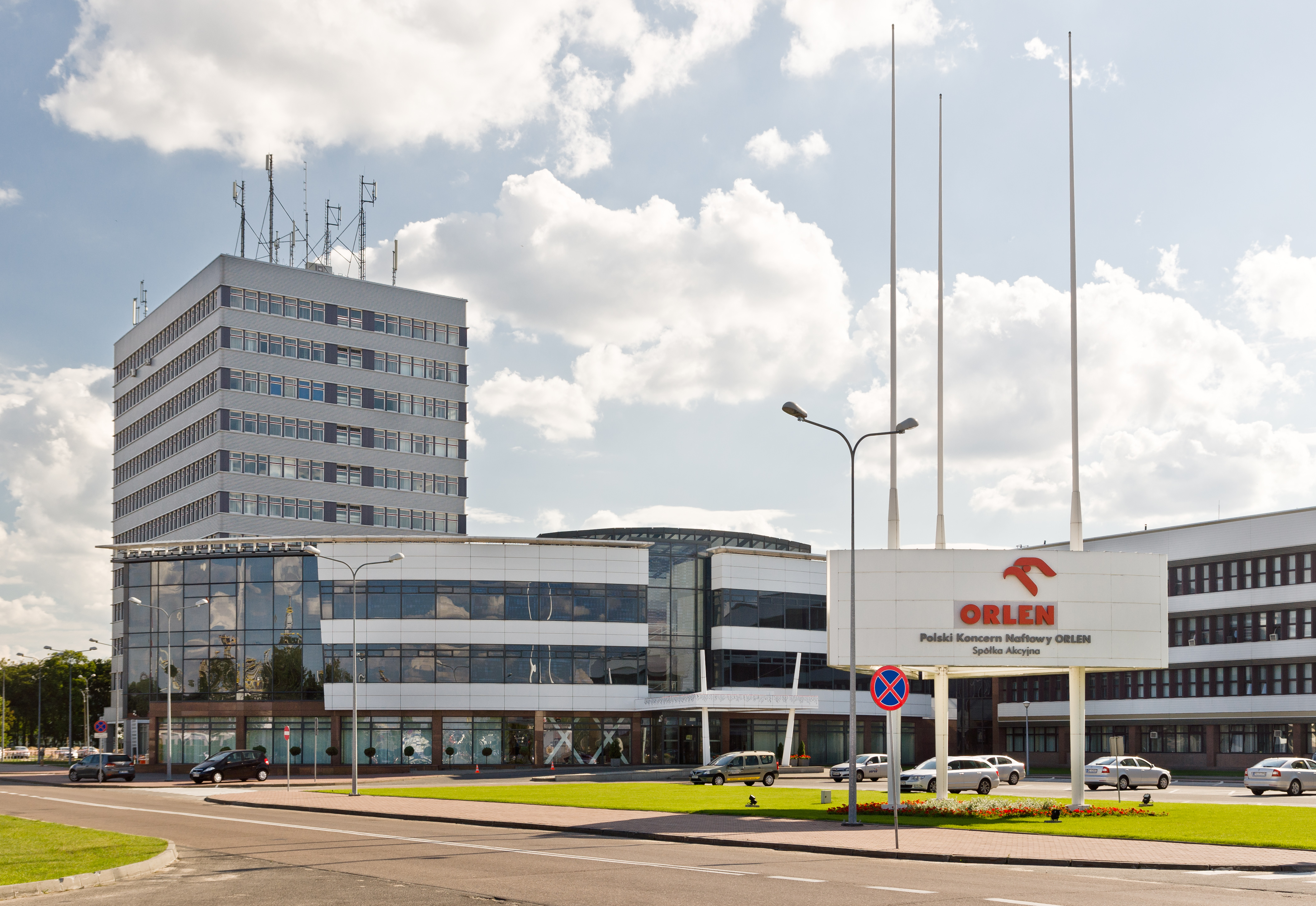
Hauptsitz von Orlen in Płock

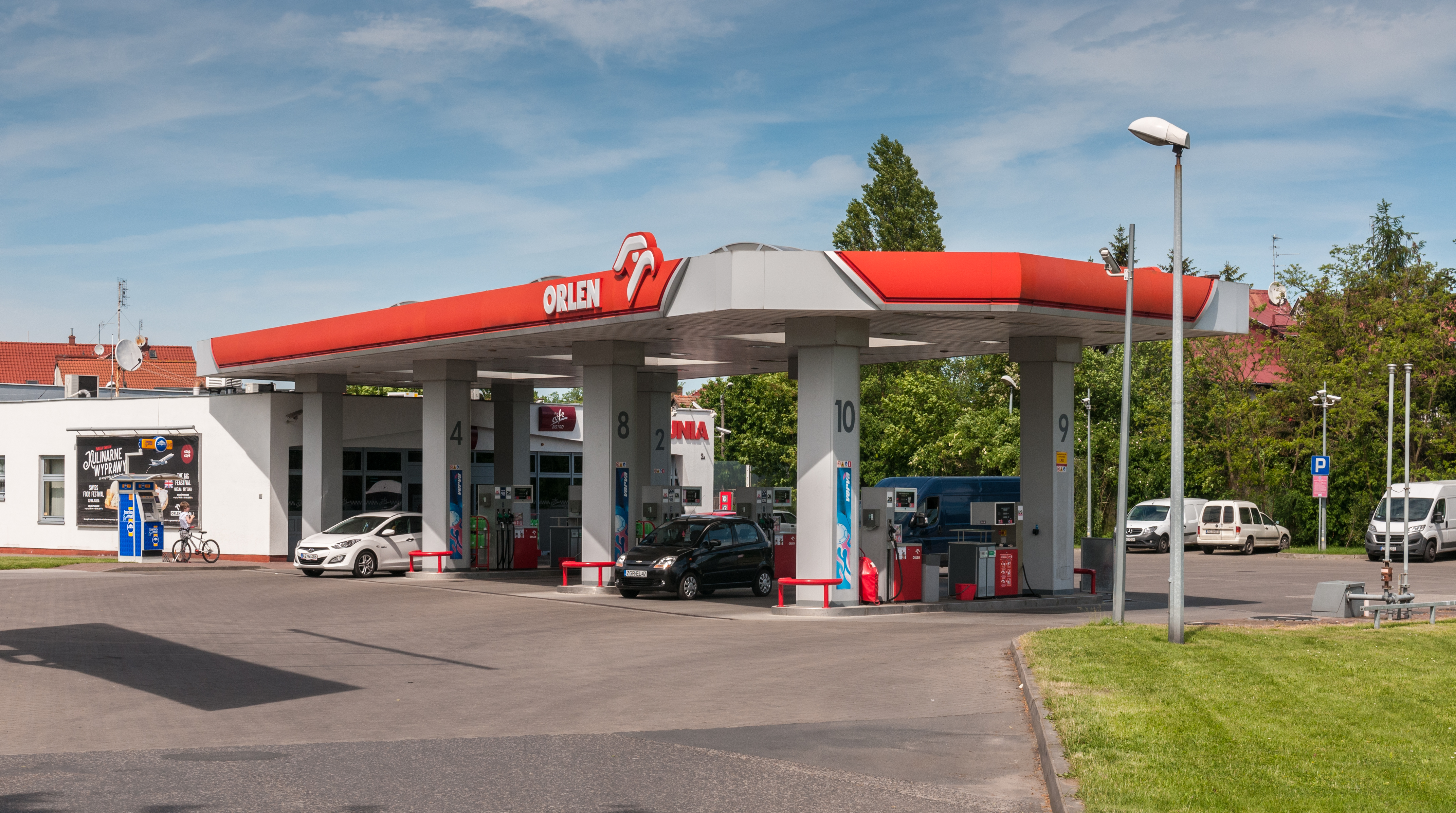
Orlen-Tankstelle in Stettin

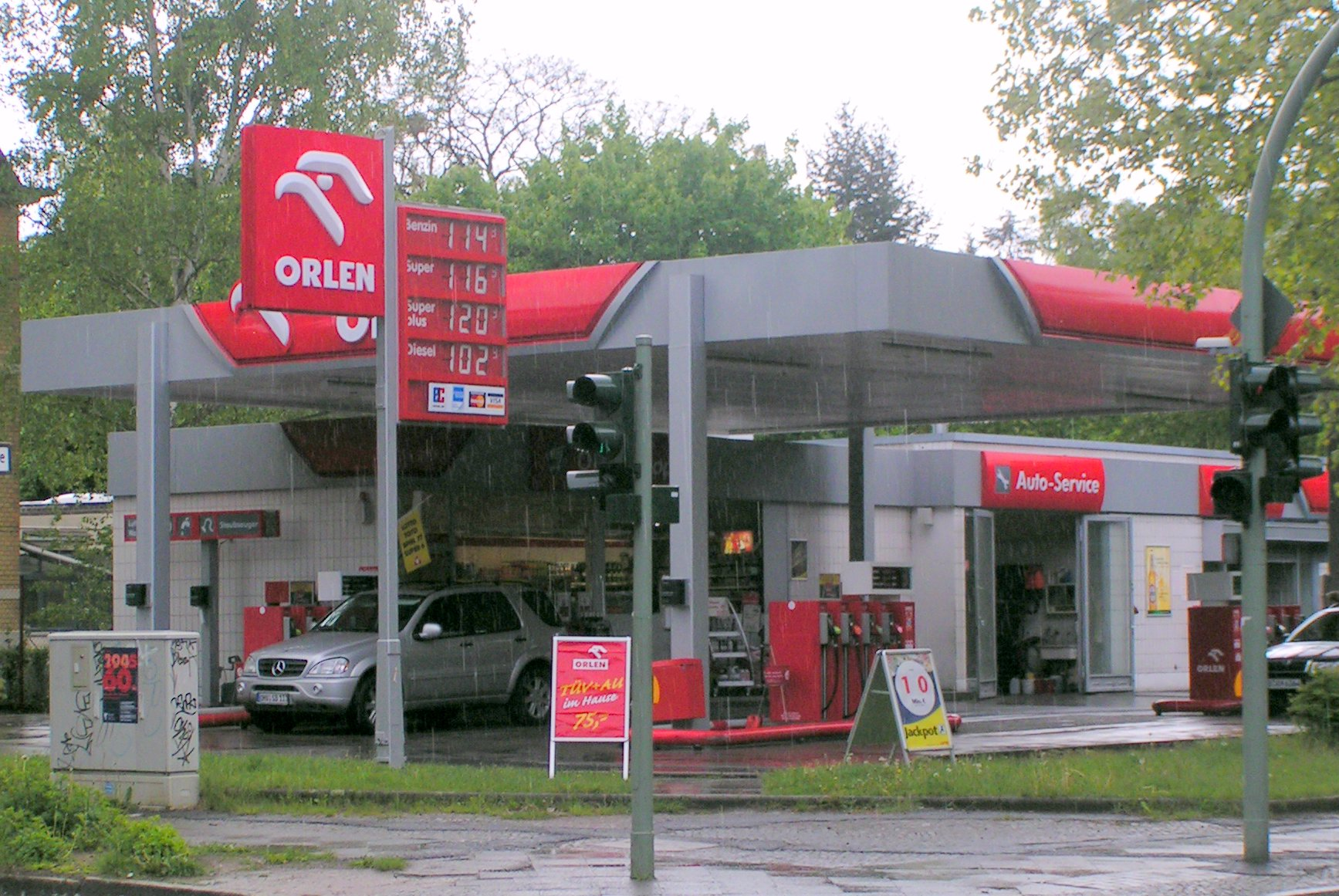
Orlen-Tankstelle in Berlin

Orlen Spółka Akcyjna (bis Juli 2023 Polski Koncern Naftowy Orlen Spółka Akcyjna, deutsch übers. Polnischer Mineralölkonzern Orlen Aktiengesellschaft; kurz PKN Orlen S.A.) ist ein börsennotierter polnischer Mineralölveredeler und Tankstellenbetreiber mit Konzernsitz in Płock, der unter anderem Tankstellenketten in Polen, Deutschland, Tschechien und Litauen betreibt. Seit 2020 ist Orlen auch eines der Medienunternehmen im Zeitungs- und Onlinegeschäft Polens mit einer Reichweite von 17,4 Millionen Lesern. Orlen war nach dem Jahresumsatz von ca. 60 Mrd. Euro im Jahr 2022 das größte Unternehmen in Ostmitteleuropa und nimmt im Ranking Fortune 500 für Europa den 44. und weltweit  den 216. Platz ein.
Die Aktie des Unternehmens wird an der Warschauer Wertpapierbörse gehandelt und ist in deren Leitindizes WIG20 und WIG30 enthalten. Mit Gewichtungen von 11,75 % (WIG20) bzw. 10,00 % (WIG30) stellt sie dabei einen der am stärksten repräsentierten Einzelwerte beider Indizes dar.:1,7 Orlen ist außerdem größter Zahler der Körperschaftssteuer CIT.

## Geschichte und Marktpräsenz
Orlen ging 1999 aus einem Zusammenschluss der beiden ehemals staatlichen Konzerne Petrochemia Płock S.A. sowie Centrala Produktów Naftowych (CPN) hervor und ist seitdem Marktführer in Polen mit 1766 Tankstellen sowie 66,4 Prozent Marktanteil im Großhandel und 34,8 Prozent Marktanteil im Einzelhandel für Kraftstoffe. Der Markenname Orlen leitet sich von den polnischen Wörtern Orzeł (Adler) und Energia (Energie) ab. Das Markenzeichen stellt einen Adlerkopf dar.
Seit März 2003 ist Orlen auf dem deutschen Markt vertreten und betreibt als Orlen Deutschland GmbH mit Sitz in Elmshorn (Schleswig-Holstein) insgesamt 585 Tankstellen der Marken Star, Famila und Orlen und erreicht dabei einen Marktanteil von etwa 6,6 % (Stand: 31. Dezember 2019).:43 Das Unternehmen ist Hauptsponsor des THW Kiel. Ferner wird Orlen als Kandidat für eine Übernahme der PCK-Raffinerie in Schwedt gehandelt.
Seit dem 24. Mai 2005 besitzt Orlen darüber hinaus 63 Prozent der tschechischen Chemiegesellschaft Unipetrol, deren hundertprozentige Tochtergesellschaft die mit 334 Stationen größte tschechische Tankstellenkette Benzina ist. Im August 2008 schüttete Unipetrol erstmals seit 1997 eine Dividende aus, wovon Orlen etwa 84,5 Millionen Euro erhielt. Nach wie vor ist Orlen Unipetrol das beherrschende Petrochemie-Unternehmen in Tschechien.
Am 16. Dezember 2006 übernahm Orlen 85 Prozent der Anteile der litauischen Raffinerie Mažeikių Nafta, die zur Orlen Lietuva umfirmierte. Dafür zahlte der Konzern 852 Mio. US-Dollar an den litauischen Staat für 33,66 Prozent der Anteile sowie 1,49 Mrd. US-Dollar an die russische Gesellschaft Jukos für 53,7 Prozent der Anteile. Zu Orlen Lietuva gehören 35 Tankstellen. Die Raffinerie hat am Großhandel für Kraftstoffe 80 Prozent und am Einzelhandel 4 Prozent Marktanteil.
Seit Juni 2011 betreibt der Konzern in Włocławek und Płock einen Produktionskomplex für Terephthalsäure. Die Anlagen sollen jährlich 600 Tausend Tonnen des Stoffes liefern und sind damit der zweitgrößte Komplex seiner Art in Europa.
Ende 2019 betrieb Orlen insgesamt 2294 Tankstellen: 1800 in Polen, 585 in Deutschland, 416 in Tschechien, 25 in Litauen und 10 in der Slowakei. Von den 1800 polnischen Tankstellen werden 542 in einem Franchisingkonzept betrieben.:43
Vor den Parlamentswahlen im Oktober 2023 senkte Orlen die Benzinpreise an den Tankstellen spürbar, die Initiative des Vorstandsvorsitzenden Obajtek wurde von den Medien als Wahlkampfhilfe für die Regierungspartei PiS angesehen. Energieexperten schätzten die Höhe der dadurch dem Konzern entgangenen Einnahmen auf vier Milliarden Złoty (rund 890 Millionen Euro). Im ersten Halbjahr 2024 sank der Gewinn des Konzerns um 12,6 Mrd. Złoty.
Orlen wird für das Jahr 2023 eine Dividende von 4,15 PLN pro Aktie ausschütten. Der Gesamtwert der Dividende beträgt etwa 4,8 Mrd. Złoty, gegenüber 6,4 Mrd. Złoty für 2022. Die Dividendenrendite beträgt 6,82 Prozent. Die letzte Notierung des Dividendenanspruchs fand am 18. September 2024 statt, und das Datum der Dividendenzahlung wurde auf den 20. Dezember 2024 festgelegt.

## Expansion und Übernahmen
Im April 2020 übernahm Orlen einen 80-%-Anteil am Energieversorger Energa. Im August 2020 kündigte Entwicklungsminister Jerzy Kwieciński an, dass Orlen den teilstaatlichen Gaskonzern PGNiG kaufen wolle, um mit einem großen Energie-Unternehmen „die wirtschaftliche Position Polens in Europa und der Welt zu stärken“.
Im Dezember 2020 gab der Vorstandsvorsitzende Daniel Obajtek bekannt, dass Orlen das Medienunternehmen Polska Press, die polnische Tochter der Verlagsgruppe Passau, aufgekauft habe. Laut Obajtek gewann Orlen dadurch Zugang zu 17,4 Millionen Nutzern. Bereits im November hatte der Konzern einen kontrollierenden Anteil an Ruch, einem Pressevertriebunternehmen übernommen.
Im Mai 2021 eröffnete Orlen ein R&D-Zentrum am Hauptsitz, dessen Bau 2019 begonnen hatte. Orlen vergibt auch Preise für Abschluss- und sonstige Forschungsarbeiten in der Petrochemie sowie Humanwissenschaften und kofinanziert solche im Bereich Industrie 4.0 und im Kfz-Gewerbe.
Am 1. August 2022 übernahm Orlen den Mineralölkonzern Grupa Lotos und mit ihm die Erdöl- und Erdgasfördergesellschaft Lotos Petrobaltic und das Eisenbahnunternehmen Lotos Kolej. Unternehmensteile von Lotos wurden nach internen Analysen, über die der Sender TVN berichtete, zu viel zu geringen Summen an Marktrivalen verkauft, Orlen habe rund vier Milliarden Złoty (rund 900 Millionen Euro) bei der Übernahme von Lotos verloren.
Das inzwischen in Orlen Petrobaltic SA umbenannte Unternehmen ging aus einem Joint Venture DDR / VR Polen / Sowjetunion zur Suche nach Erdöl in der Ostsee hervor. Im Februar 2025 erreichte die Ölproduktion aus dem polnischen B3-Feld 5 Millionen Tonnen.
Die jetzige Orlen Kolej hat am polnischen Schienengüterverkehr einen Marktanteil von ungefähr 10 % (gemessen an der Transportleistung) und ist damit das zweitgrößte polnische Eisenbahnverkehrsunternehmen im Güterverkehr.
Über die Tochtergesellschaft PGNiG Upstream Norway kontrolliert der Konzern bedeutende Erdölvorkommen des norwegischen Kontinentalschelfs. Diese Gesellschaft erwarb Ende 2023 die KUFPEC Norway für etwa 450 Mio. Dollar von Kuwait. Im September hatte sich die norwegische Orlen-Tochter am Polaris Carbon Storage Project beteiligt, einer Unternehmung zur CO2-Abscheidung und -Speicherung. Ebenfalls im September hatte das Unternehmen bekanntgegeben, in Swinemünde eine Vorfertigungs- und Verladeanlage für zunächst 80 Windkraftanlagen im Offshore-Bereich beauftragt zu haben. Baubeginn der Anlage, die von der Tochter Orlen Neptun betrieben werden wird, ist die Jahreswende 2024/25.
Wachsende Bedeutung im Gesamtkonzern erlangt die Asphalt-Tochter Orlen Asfalt. Im Januar 2023 übernahm Orlen die Anteile von Lyondellbasell in dem Gemeinschaftsunternehmen Basell Orlen Polyolefins. Damit ist das Unternehmen nunmehr alleiniger Produzent von Polyethylen geringer Dichte (LDPE) in Polen und deckt etwa 35 % des Binnenbedarfs. Mit Stand August 2023 wird die Immobilienverwaltung von Orlen in eine separate Sp. z o.o. (GmbH) ausgelagert. Mitte November 2023 wurde ein Gasliefer-Vertrag Orlens mit ArcelorMittal über gut 1 Mrd. € bekannt. In Płock baut Orlen im Verbund mit Saudi Aramco u. a. eine neue Anlage für das Cracken. Orlen soll im Rahmen der polnischen Kernkraftwerkstrategie am Bau von Small Modular Reactors beteiligt werden. Dabei kooperiert die Orlen Synthos genannte Tochtergesellschaft mit dem in dieser Form seit 2007 bestehenden japanisch-US-amerikanischen Konzern GE Hitachi Nuclear Energy. Im Mai 2023 wurde unter Beteiligung Orlens ein Vertrag zur Errichtung eines großmaßstäbigen Kernkraftwerkssimulators bei Warschau für die praktische Schulung von Ingenieuren der Nukleartechnik geschlossen.

## Vorstandsvorsitzende
- Andrzej Modrzejewski, 16. April 1999 bis 8. Februar 2002
- Zbigniew Wróbel, 8. Februar 2002 bis 28. Juli 2004
- Jacek Walczykowski, 28. Juli 2004 bis 16. August 2004
- Igor Chalupec, 21. September 2004 bis 18. Januar 2007
- Piotr Kownacki, 18. Januar 2007 bis 28. Februar 2008
- Wojciech Heydel, 30. April 2008 bis 18. September 2008
- Dariusz Jacek Krawiec, 18. September 2008 bis 16. Dezember 2015
- Wojciech Jasiński, 16. Dezember 2015 bis 5. Februar 2018
- Daniel Obajtek, 5. Februar 2018 bis 5. Februar 2024
- Ireneusz Fąfara, seit 11. April

## Aktionärsstruktur
(Stand: 7. November 2022)
| Name                                              | Anteil |
| ------------------------------------------------- | ------ |
| Polnischer Staat                                  | 49,9 % |
| Nationale-Nederlanden OFE (Offener Pensionsfonds) | 5,3 %  |
| Streubesitz                                       | 44,8 % |